# Ogród botaniczny w Padwie

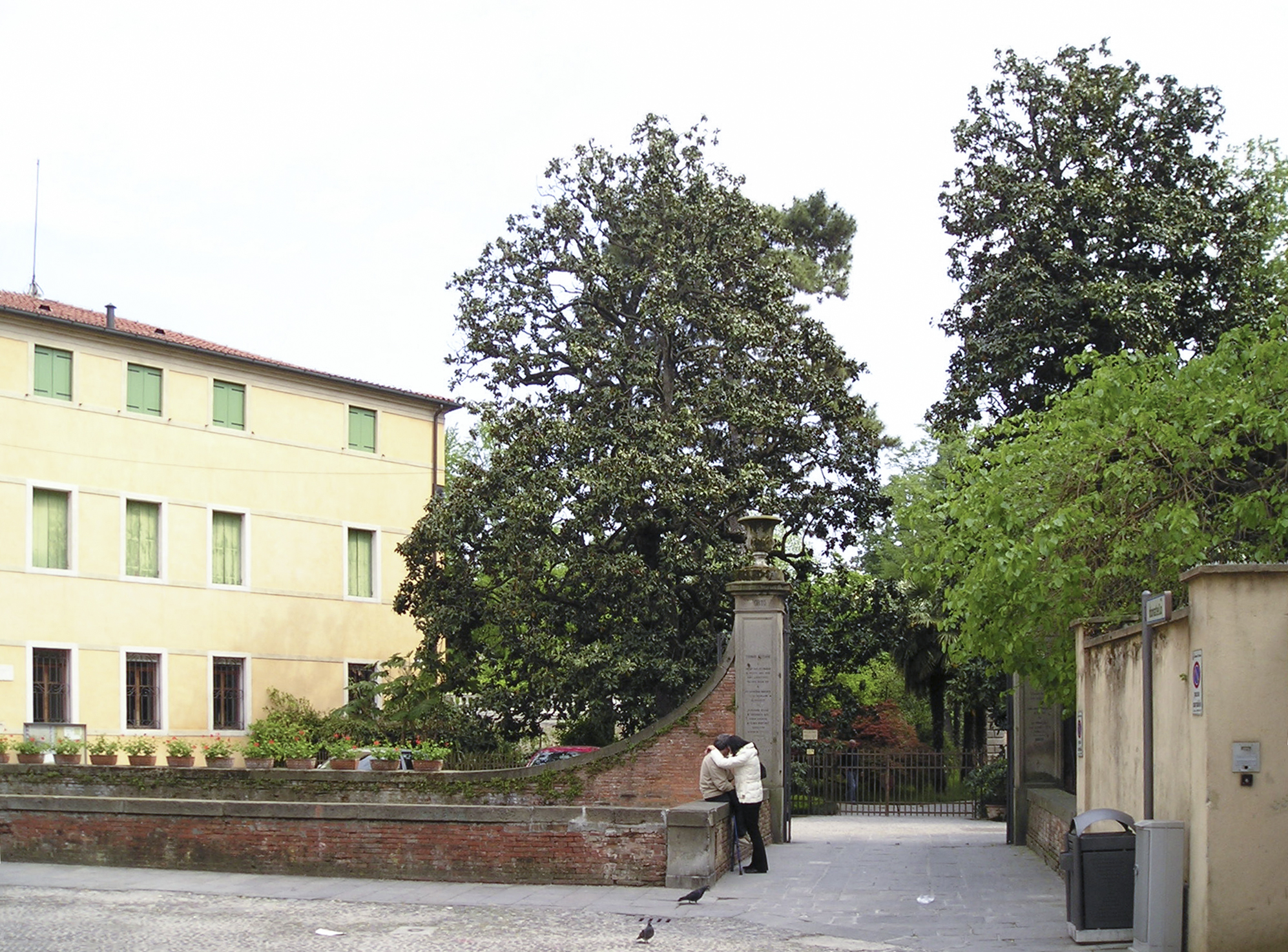
Wejście do ogrodu botanicznego w 2006 roku

Ogród botaniczny w Padwie (wł. Orto Botanico di Padova) – ogród botaniczny założony w Padwie w 1545 roku, wpisany w 1997 roku na listę światowego dziedzictwa UNESCO.

## Historia
Uniwersytet Padewski powstał w 1222 roku. Ogród (Hortus Botanicus Patavinus) został założony w 1545 roku na mocy uchwały Senatu Republiki Weneckiej z 29 czerwca 1545 roku dla studentów Uniwersytetu Padewskiego. Inicjatorem jego powstania był Giovanni Battista da Monte (Montanus). Służył studentom medycyny, aby mogli kształcić się, rozpoznawać rośliny i sporządzać z nich potrzebne lekarstwa. Dodatkowo Wenecja, która była światowym centrum handlu ziołami leczniczymi potrzebowała specjalistów potrafiących prawidłowo je klasyfikować.  W ogrodzie gromadzono, aklimatyzowano i rozpowszechniono w Europie przywożone z wypraw rośliny egzotyczne takie jak: występujący dziko w Persji lilak pospolity (Syringa vulgaris) (1565), z Azji hiacynt wschodni (Hyacinthus orientalis) (1590), czy powszechnie dziś uprawiane rośliny amerykańskie, jak agawa amerykańska (Agave americana) (1561), słonecznik zwyczajny (Helianthus annuus) (1568) i ziemniak (Solanum tuberosum) (1590). W 1591 roku został wydany katalog 1168 gatunków roślin. Ze względu na wysoką wartość hodowanych roślin, w ogrodzie często dochodziło do kradzieży. Ustały one po otoczeniu posiadłości wysokim murem. Najstarsza część ogrodu przetrwała w niezmienionym stanie i można ją podziwiać współcześnie.
W 1997 roku ogród został wpisany na listę światowego dziedzictwa UNESCO, a w 2014 roku w pobliżu renesansowego ogrodu została ukończona nowa część wraz z nowoczesnym budynkiem noszącym nazwę Ogród Różnorodności Biologicznej (Giardino della Biodiversità).

## Wygląd ogrodu
Ogród zaprojektował Andrea Moroni z Bergamo. Jego renesansowe korzenie przejawiały się w fascynacji geometrią oraz symetrią, dlatego też ogród ma ciekawy układ przestrzenny. Całość zbudowana została na planie koła z wpisanym w niego kwadratem, podzielonym na cztery ćwiartki przez dwie aleje ustawione według głównych kierunków świata. W ogrodzie znajduje się łącznie 2000 stanowisk roślinnych rozmieszczonych na planach skomplikowanych geometrycznie figur o symetrii gwiaździstej. Na początku XVIII wieku wybudowane zostały cztery bramy, a następnie otaczający całość mur z białą, kamienną balustradą. Fontanny, które umiejscowiono za południową i wschodnią bramą, zostały udekorowane posągami przedstawiającymi Teofrastusa i Salomona z Czterema Porami Roku. W połowie XIX wieku wybudowano szklarnie, które częściowo zachowały się do dziś oraz trzy zegary słoneczne: sześcienny, sferyczny i cylindryczny. Ogród zajmuje 2,20 ha, a strefa buforowa ma 11 ha.

## Zarząd
Ogród botaniczny jest własnością publiczną, ale opiekuje się nim Uniwersytet Padewski. W  jego imieniu ogrodem zarządza "Praefectus Horti Botanici Patavini" mianowany przez rektora Uniwersytetu. Wspomaga go Komitet Techniczno-Naukowy (CTS) złożony z ekspertów w dziedzinie botaniki i patologii roślin. Uniwersytet, który jest odpowiedzialny za utrzymanie ogrodu, utrzymuje stały personel (ogrodników), w czym wspiera go finansowo gmina. Aby zapobiec zabudowie Uniwersytet Padewski wykupił okoliczne tereny, gdzie zaplanowano utworzenie  nowoczesnego Ogrodu Różnorodności Biologicznej.

## Ogród Różnorodności Botanicznej
Teren, na którym zbudowano Ogród Różnorodności Biologicznej, zakupiono w 2003 roku, aby zapewnić ogrodowi pas bezpieczeństwa, oddzielający go od otaczającego go miasta. Międzynarodowy konkurs na projekt jego zagospodarowania wygrał architekt Giorgio Strappazzon.  Nowe szklarnie mają zainstalowane panele fotowoltaiczne i system zbierania wody deszczowej, służącej do podlewania.  Umieszczono w nich 1300 gatunków z całego świata. W ogrodzie przygotowano trzy wystawy:
- La Pianta e l’Ambiente (rośliny i środowisko) pokazuje pięć różnych ekosystemów: tropikalny las deszczowy, wilgotny las tropikalny i sawanna, śródziemnomorski klimat umiarkowany; suchy klimat; arktyczna tundra, alpejska tundra i Antarktyda[7].
- La Pianta e l’Uomo (rośliny i człowiek) pokazuje, że człowiek nie może żyć bez roślin, podczas gdy rośliny świetnie radzą sobie bez człowieka. Często człowiek znacznie ingeruje w warunki rozwoju roślin, przyczyniając się do utraty różnorodności biologicznej[7].
- La Pianta e lo Spazio (rośliny i przestrzeń) pokazuje, że roślin mogą rosnąć w warunkach ekstremalnych lub specyficznych (np. stacji kosmicznej) oraz jak wykorzystać naukę i technologię, aby poprawić relacje między ludźmi i roślinami[7].

## Lista światowego dziedzictwa UNESCO
W 1997 roku ogród, jako dobro kultury, został wpisany na listę światowego dziedzictwa UNESCO. W uzasadnieniu napisano m.in., że był on źródłem inspiracji dla wielu ogrodów we Włoszech i całej Europie, przyczynił  się do rozpowszechniania roślin oraz do ochrony gatunków roślin ex-situ.